# Luca Lomi
Luca Lomi (Milano, 7 novembre 1971) è un allenatore di calcio ed ex calciatore italiano, di ruolo centrocampista, tecnico del Partschins.

## Carriera
Cresciuto sportivamente nelle file dell'Oltrepò, ha disputato cinquantatré partite di Serie B (delle quali trentuno con il Como e ventidue con il Verona). Ha inoltre militato lungamente nel FC Südtirol, indossandone anche la fascia di capitano.
Dopo il ritiro dal calcio giocato ha intrapreso la carriera di allenatore: tra il 2011 e il 2013 è assistente di Giuseppe Sannino sulle panchine di Siena e Palermo. Dal 2013 al 2014 segue il tecnico campano anche alla guida del Chievo, continuando a ricoprire tale ruolo anche dopo l'avvicendamento con Eugenio Corini.
Nella stagione 2014-2015 assume la guida tecnica del Mezzocorona, che tuttavia (complice una rosa poco competitiva e le difficoltà finanziarie della società, che lo spingono finanche a trovare un secondo impiego extracalcistico) conclude all'ultimo posto il girone C di Serie D, finendo retrocessa in Eccellenza Trentino-Alto Adige. Il rapporto tra Lomi e la squadra trentina non viene rinnovato a fine stagione.
Il 14 ottobre 2015, a seguito dell'esonero di Paolo Tornatore, viene nominato allenatore della Virtus Bolzano, che sotto la sua gestione si aggiudica le fasi provinciale e regionale della Coppa Italia Dilettanti (per poi uscire al primo triangolare della fase nazionale) e vince il campionato regionale di Eccellenza, garantendosi la promozione in Serie D. Confermato alla guida del club bolzanino, non riesce tuttavia ad evitarne l'immediata retrocessione in quinta serie al termine del campionato 2016-2017, dopo il quale non viene ulteriormente riconfermato.
Viene ingaggiato dal Piani di Bolzano mentre nella stagione successiva, nel luglio 2018, passa sulla panchina del Obermais di Merano con cui chiude al secondo posto in Eccellenza, qualificandosi ai playoff, dai quali successivamente la squadra si ritira a seguito di un'aggressione ai propri tifosi perpetrata dagli ultras del Legnano. Resta sulla panchina meranese fino al 2022, quando passa al Partschins (Parcines), in Promozione provinciale.

## Palmarès

### Giocatore

#### Competizioni nazionali
- Campionato Interregionale: 1

Oltrepò: 1991-1992
- Coppa Italia Serie C: 2

Como: 1996-1997
SPAL: 1998-1999
- Serie D: 1

Südtirol: 1999-2000
- Serie C2: 1

SPAL: 1997-1998

### Allenatore

#### Competizioni regionali
- Eccellenza: 1

Virtus Bolzano: 2015-2016